# Кимбер Џејмс
Кимбер Џејмс (енгл. Kimber James; Мајами, 2. април 1988) америчка је порнографска глумица и пратиља. Године 2010. добила је АВН награду за транссексуалног глумца године. Две године касније, отишла је на операцију ради промене пола, а 2013, по опоравку, вратила се у индустрију, овога пута као обична глумица (не транссексуална), притом засновавши сопствени студио Kimber James Productions.

## Каријера
Кимбер Џејмс је каријеру у порнографској индустрији започела као помоћница транссексуалне глумице Џије Дарлинг (Gia Darling). Године 2008. добила је дебитантску улогу у остварењу Transsexual Babysitters 4. Исте године је постала први транссексуалац који је потписао уговор са агенцијом LA Direct Models. У јуну 2009. први пут је снимила сцену са женом, Анџелином Валентајн. Маја 2010. фотографисала се за Максим.
Након паузе, коју је искористила за опоравак од операције промене пола из 2012. године, Џејмсова се вратила у порнографску индустрију, овога пута под окриљем сопственог студија, Kimber James Productions. Уз подршку студија Pulse Distribution 30. јула 2013. издала је филм Kimber James' Busty Adventures: Amsterdam, први од промене пола.

## Идентитет
Кимбер Џејмс је рођена са Клинефелтеровим синдромом, тако да је поступак промене пола започела већ у дванаестој години.
Пре 2012. године, Кимбер је била предоперативна транссексуалка. За то време је узимала хормонску терапију, а подвргла се и одређеним феминизирајућим козметичким операцијама, као што су измене на лицу и уградња имплантата у груди. Задржала је, међутим, мушки полни орган, што јој је омогућило да глуми у порно-филмовима транссексуалне тематике. Наравно, променом пола дошло је и до промене жанра филмова у којима наступа.

## Појављивања
У јулу 2014. године, Џејмсова се појавила у серијалу Botched, на каналу E!, у коме доктори Тери Даброу (Terry Dubrow) и Пол Насиф (Paul Nassif) помажу гостима тако што им поправљају неуспешне пластичне операције.

### Порнографска филмографија
| предоперативна дела                       | година |
| ----------------------------------------- | ------ |
| Transsexual Babysitters 4                 | 2007.  |
| Transsexual Babysitters 8                 | 2008.  |
| Buddy Wood's Kimber James                 | 2008.  |
| Best of Transsexual Babysitters           | 2009.  |
| Club Kimber James: Transsexual Superstars | 2009.  |
| Not Married With Children XXX 1           | 2009.  |
| Private Transsexual 1                     | 2009.  |
| Rogue Adventures 33                       | 2009.  |
| She Male Strokers 32                      | 2009.  |
| USA T-Girls                               | 2009.  |
| Transsexual Babysitters 11                | 2010.  |
| Bang My Tranny Ass 7                      | 2010.  |
| Interracial T-Girl Sex 1                  | 2010.  |
| Transsexual Superstars: Foxxy             | 2010.  |
| USA T-Girls 2                             | 2010.  |
| Transsexual Superstars: Vaniity           | 2011.  |
| TS Playground                             | 2012.  |
| постоперативна дела                       | година |
| Kimber James' Busty Adventures: Amsterdam | 2013.  |

### Непорнографска филмографија
| наслов                  | година | улога    | напомене     |
| ----------------------- | ------ | -------- | ------------ |
| Exxxit: Life After Porn | 2010.  | она сама | документарац |

## Награде и номинације
- награде 2010. (добитник) — транссексуални глумац године
- награде 2011. (номинација) — транссексуални глумац године
- награде 2014. (номинација) — најбољи веб-сајт